# П'ята імперія

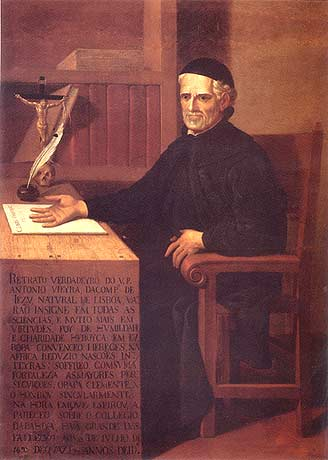
Вієйра, автор «П'ятої імперії».

П’я́та імпе́рія (порт. Quinto Império) — у XVII—XVIII століттях ідея всесвітньої світсько-духовної Португальської імперії; останньої цивілізації, наступниці попередніх світових держав: ассиро-халдейської, перської, грецької і римської. Запропонована отцем-єзуїтом Антоніу Вієйрою, на базі його тлумачення Другої книги Даниїла та Апокаліпсису. Симбіоз месіанства, міллєнаризму, націоналізму й імперіалізму. Проголошена після реставрації незалежності Португалії в 1640 році. Формувалася на тлі завищених сподівань португальської еліти про завоювання світового лідерства, яке країна мала в минулу Добу великих географічних відкриттів. Втратила популярність у добу модерну через поступовий занепад Португалії; перетворилася на містичне вчення, підживлюване ідеями себаштіанізму. З XVIII століття сприймалася Церквою як єресь, проповідники якого переслідувалися португальською інквізицією за марновірство. Як ідея повторно отримала популярність у ХХ столітті, після виходу «Послання» Фернанду Пессоа. Останній вважав Португалію майбутньою «п'ятою імперією» після грецької, римської, християнської, англо-саксонської.